# 一刀正伝無刀流
一刀正傳無刀流（いっとうしょうでんむとうりゅう）は、明治時代初期に山岡鉄舟が開いた一刀流流派の一つである。

## 歴史
開祖・山岡鉄舟は、江戸時代末期（幕末）に久須美閑適斎から神陰流、井上清虎から北辰一刀流を学び講武所で剣術を修行した。その後、中西派一刀流、小野派一刀流などの一刀流各派を学び、明治18年（1885年）に一刀流小野家第9代の小野業雄から伊藤一刀斎以来小野宗家に伝来した一刀流正統の証である瓶割刀、朱引太刀、卍印を引継いだ。嫡伝を得た山岡は一刀流の原点である伊藤一刀斎の流儀をそのまま継承するという意を込め、自己の開いた無刀流に「一刀正傳」の四文字を冠した。
明治28年（1895年）、大日本武徳会主催の第1回武徳祭大演武会で精錬証を授与された15名の剣道家のうち、2名が無刀流の門人であった（香川善治郎、小南易知）。
山岡没後、山岡に付き従っていた香川善治郎が二代目として無刀流を受け継ぎ、香川から無刀流を学んだ石川龍三が三代目となった。無刀流の理念に賛意を表した教育者の北条時敬は、石川を第四高等学校剣道部師範に迎えた。その後も赴任先の広島高等師範学校剣道部に中島春海、香川善治郎及び藤里新吉を、東北帝国大学剣道部に柳多元治郎を師範として迎え、無刀流剣道を奨励した。また、大正時代に大日本武徳会副会長兼武道専門学校校長を務めた西久保弘道は山岡に私淑し、その教育や剣道指導は無刀流の影響が大きかった。
十代の頃から山岡の高弟小南易知に無刀流を学び、後に香川、石川から教えを受けた草鹿龍之介が四代目となる。草鹿は日本海軍軍人でその用兵にも無刀流の奥義である「攻撃は充分なる調査をし精密なる計画の下、切り下ろす一刀の下に集中すべきなり」という思想を取り入れていた。
草鹿の実弟の紹介で弟子入りした石田和外が太平洋戦争後、五代目となる。戦前に三代目石川に戦後は四代目草鹿に無刀流を学んだ村上康正が六代目となる。五代目石田から無刀流を学んだ井﨑武廣が七代目を務める。

## 稽古法
形稽古と竹刀稽古を行なう。形稽古は木刀を用い、打太刀は大籠手もしくは略籠手という厚い籠手を装着する。竹刀稽古は両者が防具を着用し、3尺2寸の短く重い竹刀で打ち合う。
当流において"組太刀"は、徳川家時代の御留流であった頃には"御組太刀"と呼ばれていた。一般的には型稽古と呼ばれるが現代剣道とは全く異なり、あくまで祖師一刀斎が実践において用い、勝利した太刀である。"型どおりではない"、真剣または木刀による太刀筋であり、真剣勝負を前提にしていない型や"演劇のための"タテ"と呼ばれるものとは、明らかに異なる。その妙諦は歩数と間合に明確である。
打ち込みは一般的な剣道に比べて強烈であり、大日本武徳会の幹部渡辺昇が「山岡流のごとき薪割り剣術は痛くて脳を損なう恐れがある。学生の体育上よろしくない」と苦言を呈したエピソードもある。
山岡鉄舟の道場春風館では、一人が7日間で1400回の試合をする「立ち切り（誓願）」という非常に過酷な稽古が行なわれていた。また、山岡が剣禅一如の境地に達していたことから、精神修養を重んじていることも特徴である。

## 歴代宗家
- 初代　山岡鉄舟
- 二代　香川善治郎
- 三代　石川龍三
- 四代　草鹿龍之介
- 五代　石田和外
- 六代　村上康正
- 七代　井﨑武廣
- 八代　牧　芳正

## 一刀正傳無刀流を学んだ人物
- 籠手田安定 - 山岡から朱引太刀を授けられた。
- 松崎浪四郎 - 山岡と試合をして勝ったが、その試合をきっかけに竹刀を3尺8寸から無刀流の3尺2寸に切り詰めた[5]。
- 北垣国道 - 高野佐三郎が「北垣男爵は山岡流であるが、実に柔らかでした。あれが本当の山岡流です。一般のゴチゝしたのが山岡流とは言えません」と称えた[6]。
- 河村善益 - 司法省法学校在学中山岡に入門した。
- 西久保弘道 - 山岡に私淑し無刀流を学んだ。
- 小関教政 - 籠手田安定から無刀流免許皆伝を授けられた。
- 小川忠太郎 - 石田和外から無刀流を学んだ。また、山岡鉄舟が設立に関わった人間禅教団で坐禅も修行した。